# Glen Scotia distillery
De Glen Scotia distillery is een whiskydistilleerderij, oorspronkelijk opgericht in 1832, in Campbeltown, Schotland, die begin deze eeuw weer in productie is genomen.

## Geschiedenis
Glen Scotia, of soms liefkozend Old Scotia of The Scotia genoemd, heeft een lange geschiedenis van faillissementen en doorstarts. De distilleerderij werd opgestart door Stewart & Galbraith and Company. Zij runde de distilleerderij tot 1895 waarna die werd verkocht aan Duncan MacCallum en hij liet het imposante front (de moutvloeren) langs High Street bouwen. De distilleerderij werd in 1919 verkocht aan West Highland Malt Distillers. Deze gingen in 1924 failliet waarna Duncan MacCallum haar terugkocht. In 1930 ging ook hij failliet en verdronk zichzelf; men zegt dat zijn geest nog steeds in de distilleerderij rondwaart. In 1933 namen Bloch Brothers Ltd. de distilleerderij over en werd de productie opnieuw opgestart. In 1954 kwam zij in handen van de Canadese gigant Hiram Walker en een jaar later ging zij naar A. Gillies & Co. over. A. Gillies & Co. werd deel van Amalgamated Distilled Products in 1970. De distilleerderij werd in 1979 gerenoveerd en sloot vier jaar later. Amalgamated Distillers werd in 1986 overgenomen door Gibson International en de productie in Glen Scotia werd in 1989 opnieuw opgestart. De productie werd in 1994 wederom gestaakt toen de distilleerderij in handen kwam van Glen Catrine Bonded Warehouse Ltd. Onder supervisie van Loch Lomond Distillery heropende zij weer in 1999 in samenwerking met de nabij gelegen Springbank distillery. Sinds mei 2000 produceert Glen Scotia zelfstandig. Hillhouse Capital Management nam de Loch Lomond group in 2019 over en is nu de nieuwe eigenaar van Glen Scotia.

## Gebouwen
De distilleerderij heeft nog steeds veel van zijn oorspronkelijke ontwerp behouden, waaronder de mash tun, de stokerij en het stuwmagazijn dat dateert uit de jaren 1830. De Glen Scotia-distilleerderij werkt momenteel met slechts 8 medewerkers: een manager, een assistent-manager, een manager voor het bezoekerscentrum en vijf distilleerders.

## Productie
De distilleerderij betrekt haar water uit Crosshill Loch in Campbeltown.
Zij gebruikt ongeturfde -, half geturfde - en zwaar geturfde gemoute gerst voor de whiskies.
Glen Scotia heeft een wash still met een capaciteit van 11.800 liter en een spirit still met een capaciteit van 8.600 liter. De koperen potketels zijn uivormig, met brede en korte halzen.
Er zijn negen washbacks in de distilleerderij, allemaal van roestvrij staal. De oorspronkelijke washbacks van Glen Scotia waren meer dan veertig jaar oud en gemaakt van COR-TEN-staal.
De huidige jaarlijkse productiecapaciteit ligt op ongeveer 700.000 liter.

## Bottelingen
Het Glen Scotia assortiment bestaat op dit moment (13-8-2025) uit de volgende single malt-varianten:
- Campbeltown Harbour - 40% vol
- Double Cask - 46% vol
- Double Cask Bordeaux Red Wine Finish- 46% vol
- Double Cask Rum Finish - 46% vol
- 10 Year Old - 40% vol
- 12 Year Old - 46% vol
- 15 Year Old - 46% vol
- Campbeltown Malts Festival Edition 2025 - 54.3% vol (9 Y)
- Victoriana - 54.2% vol
- Icons of Campbeltown Release No.2 - 56.8% vol (14 Y)
- 18 Year Old - 46% vol
- 21 Year Old - 46% vol
- 25 Year Old - 48.8% vol
- Alice Angus Spirit Safe Collection - 47.3% vol (30 Y)
- 32 Year Old - 46.7% vol
- 48 Year Old - 40.8% vol

Glen Scotia's assortiment heeft alle kenmerken van de typische Campbeltown geur en smaak van toffee, maritieme invloeden en een klein beetje rook.
Alle standaard bottelingen worden gestookt en gerijpt om aan de typische 'Campbeltown Malt' stijl te voldoen met als meest uitgesproken versie de 'Victoriana' waarbij de distilleerderij geprobeerd heeft om een moderne versie te maken van de klassieke 19e-eeuwse Campbeltown Malt.
De Glen Scotia distilleerderij brengt ook op regelmatige basis 'speciale' bottelingen op de markt om plaatselijke gebeurtenissen te vieren; bijvoorbeeld het 100-jarige jubileum van het Campbeltown Picture House in 2013: de oudste bioscoop van Schotland.
Elk jaar brengt Glen Scotia een gelimiteerde botteling uit ter ere van het Campbeltown Malt Whisky Festival.
In oktober 2023 heeft Glen Scotia een nieuwe jaarlijkse botteling geïntroduceerd; het heeft de titel 'The Icons Of Campbeltown' en de eerste botteling is de 12-year-old 'The Mermaid'. In Augustus 2024 heeft de distilleerderij de 14-year-old 'The Dragon' uitgebracht, de tweede whisky in de serie.
Hiernaast zijn er nog andere speciale uitgaven en gelimiteerde bottelingen.